# Filtre (informatique)
 (décembre 2019).
Si vous disposez d'ouvrages ou d'articles de référence ou si vous connaissez des sites web de qualité traitant du thème abordé ici, merci de compléter l'article en donnant les références utiles à sa vérifiabilité et en les liant à la section « Notes et références ».
Pour les articles homonymes, voir Filtre.
En informatique, un filtre est un  programme permettant d'effectuer des transformations sur les flux de données. La syntaxe des interpréteurs de commandes de la plupart des systèmes d'exploitation dispose du mécanisme appelé  tubes qui permet cette technique. Les filtres reçoivent habituellement leurs données depuis l'entrée standard (stdin (abréviation de « standard input »)) et écrivent le résultat (c'est-à-dire les données traitées) sur la sortie standard (stdout (abréviation de « standard output »). En enchainant les commandes, les filtres permettent d'obtenir des traitements très sophistiqués mais d'une utilité essentielles.
Les interpréteurs de commande permettent d'obtenir les données depuis un périphérique ou d'un fichier plutôt que de l'entrée standard. l'opérateur de redirection du flux d'entrée, par exemple sous MS-DOS <<. Ils permettent aussi inversement, d'envoyer les données traitées vers un périphérique ou un fichier plutôt que vers la sortie standard, l'opérateur de redirection de sortie > est disponible. Pour ajouter des données dans un fichier existant plutôt que de remplacer celle qu'il contient déjà, il est possible d'utiliser l'opérateur >>. 
Certaines interfaces graphiques autorisent les filtres pour que les utilisateurs puissent facilement mettre au point les traitements dont ils ont besoin, en particulier pour l'exploration de données.

## Exemples
- Exemples sur MS-Windows :

```
find "motclé" < 
fichierentrée
 > 
fichiersortie

sort < 
fichierentrée
 > 
fichiersortie

find /v < 
fichierentrée
 | sort > 
fichiersortie
```

De tels filtres peuvent utilisés dans les fichiers de commande .bat ou .cmd. Ces exemples sont également utilisables sur des systèmes UNIX.
- Exemple sur UNIX : L'exemple suivant utilise le filtre paramétrable sed. L'entrée est la chaîne de caractères « Hello World ». Le traitement consiste à remplacer « World » par « Wikipédia » avec la directive de substitution s de sed.

echo "Hello World" | sed 's/World/Wikipédia/'
Cette commande produit la chaîne « Hello Wikipédia ».

### Exemples de filtres
- UNIX, GNU/Linux : cut, grep, sed, awk  et cpio.
- MS-DOS : find, sort  et copy.